# Elemental (album de Tears for Fears)
Pour les articles homonymes, voir Elemental.
Albums de Tears for Fears
Tears Roll Down (Greatest Hits 82-92)
(1992) Raoul and the Kings of Spain
(1995)
Singles
1. Break It Down Again
Sortie : 17 mai 1993
2. Cold
Sortie : 19 juillet 1993
3. Goodnight Song
Sortie : Octobre 1993
4. Elemental
Sortie : Mars 1994

Elemental est le quatrième album studio de Tears for Fears, sorti le 7 juin 1993.
Il s'agit du premier opus enregistré sans Curt Smith, l'un des deux membres fondateurs, qui a quitté le groupe après The Seeds of Love. Alan Griffiths s'est joint au groupe pour la composition, les instruments et la réalisation.
Elemental est à ce jour, le dernier album de Tears for Fears à avoir connu un succès à grande échelle, notamment grâce au tube international (le dernier du groupe à ce jour) qu'il contient, Break It Down Again.
Il s'est classé 45e au Billboard 200 et a été certifié disque d'or, avec plus de 500 000 exemplaires écoulés, par la Recording Industry Association of America (RIAA) le 6 décembre 1993 aux États-Unis. Il a également été certifié disque d'argent au Royaume-Uni (plus de 60 000 copies vendues) et disque d'or en France (avec plus de 100 000 copies vendues).
Cet album clôt une décennie de succès pour le groupe, qui ne retrouvera plus jamais par la suite son audience d'antan. On estime aujourd'hui les ventes de cet album à plus d'un million d'exemplaires à travers le monde.

## Liste des titres
| No  | Titre                     | Durée |
| --- | ------------------------- | ----- |
| 1.  | Elemental                 | 5:30  |
| 2.  | Cold                      | 5:05  |
| 3.  | Break It Down Again       | 4:31  |
| 4.  | Mr. Pessimist             | 6:16  |
| 5.  | Dog's a Best Friend's Dog | 3:39  |
| 6.  | Fish Out of Water         | 5:07  |
| 7.  | Gas Giants                | 2:40  |
| 8.  | Power                     | 5:49  |
| 9.  | Brian Wilson Said         | 4:22  |
| 10. | Goodnight Song            | 3:53  |

## Personnel
- Roland Orzabal : instruments divers production

### Musiciens additionnels
- Alan Griffiths : instruments divers, production
- Tim Palmer : instruments divers, production
- Mark O'Donoughue : outro piano électrique Wurlitzer (10)
- Guy Pratt : basse additionnelle (4)
- John Baker : chœurs (2), chœurs additionnels (3)
- Julian Orzabal : chœurs (2)